# Pachites
Pachites là một chi thực vật có hoa trong họ, Orchidaceae.